# Zack Bryant
Zack Bryant (nacido el 24 de noviembre de 1997 en Hastings (Florida)) es un jugador de baloncesto estadounidense que actualmente forma parte de la plantilla del Ermis Schimatari de la A2 Ethniki. Su posición es base.

## Trayectoria
Nacido en Hastings (Florida), es un base formado en Pedro Menendez High School de St. Augustine, Florida y en Providence School de Jacksonville, Florida, hasta 2017, fecha en la que ingresó en la Universidad de Alabama en Birmingham, que se encuentra situada en Birmingham, en el estado de Alabama, donde jugaría durante dos temporadas la NCAA con los UAB Blazers, desde 2017 a 2019.
En 2019, cambia de universidad e ingresa en la Universidad Meridional de Georgia, situada en Statesboro, Georgia, donde jugaría dos temporadas la NCAA con los Georgia Southern Eagles, desde 2019 a 2021.
Tras no ser drafteado en 2021, el 5 de julio de 2021 Bryant se unió al BG Göttingen de la Basketball Bundesliga.
El 30 de noviembre de 2021, se anunció que Bryant había firmado con el equipo finlandés del Lahti Basketball de la Korisliiga.
El 2 de febrero de 2022, firmó con el Pallacanestro Cantù de la Lega Serie A2.
El 1 de septiembre de 2022, firma con el Czarni Słupsk de la Polska Liga Koszykówki.
El 22 de diciembre de 2022, firma por el Ermis Schimatari de la A2 Ethniki.